# Ernest-daniel masanka
Ernest-Daniel MASANKA né le 18 janvier 1996 à kamuesha ,une angglomeration située dans le secteur de Bakwa-Nyambi ,territoire de Tshikapa, province du Kasaï en République Démocratique du Congo. Licencié en santé publique Université Simon Kimbangu de Kananga. Originaire de bena lulua.